# 伊利 (密蘇里州馬里昂縣)
伊利（英語：Ely）是位於美國密蘇里州馬里昂縣的非建制地區。

## 歷史
伊利的郵局於1883年設立，其後於1937年停運。

## 地理
伊利所處的海拔為高於海平面224米（即735英呎），而該地所採用的時區為UTC-6，即北美中部時區（CST）。同時該地設有夏令時間，為UTC-6調快一小時，即UTC-5（CDT）。